# Pachycondyla obsoleta
Pachycondyla obsoleta är en myrart som först beskrevs av Menozzi 1931.  Pachycondyla obsoleta ingår i släktet Pachycondyla och familjen myror. Inga underarter finns listade i Catalogue of Life.